# رونالد سيغوفيا
رونالد سيغوفيا (بالإسبانية: Ronald Segovia) (17 يناير 1985 في بوليفيا - ) هو لاعب كرة قدم بوليفي في مركز الوسط. شارك مع منتخب بوليفيا لكرة القدم. أما مع النوادي، فقد لعب مع نادي خورخي ويلسترمان ونادي ديبورتيفو سان خوسي وClub Aurora ‏ وLa Paz F.C. ‏ ونادي بلومينغ.

## وصلات خارجية
- رونالد سيغوفيا على موقع قاعدة بيانات كرة القدم.إي يو (الإنجليزية)
- رونالد سيغوفيا على موقع ناشيونال فوتبول تيمز (الإنجليزية)
- رونالد سيغوفيا على موقع Soccerway.com (الإنجليزية)